# Егрегор
Егрегор је десети албум српског рок бенда Смак, објављен 1999. године. Објављен је као ЦД. Егрегор је, како је наведено на албуму, „психичка и духовна енергија коју заједно стварамо“.

## Списак песама
| #   | Назив      | Аутор(и) | Трајање |
| --- | ---------- | -------- | ------- |
| 1.  | 5. мај     |          | 3:15    |
| 2.  | До ваздуха |          | 3:25    |
| 3.  | Лујка      |          | 2:45    |
| 4.  |            |          | 3:06    |
| 5.  | Петица     |          | 3:17    |
| 6.  |            |          | 4:27    |
| 7.  |            |          | 3:33    |
| 8.  | Скоро из   |          | 5:00    |
| 9.  |            |          | 4:07    |
| 10. | Риф Србија |          | 2:11    |
| 11. | Падалица   |          | 3:57    |
| 12. | СОС        |          | 4:40    |

## Особље
- Дејан Најдановић „Најда“ - вокал
- Радомир Михајловић „Точак“ - гитара
- Микица Милосављевић - гитара
- Сале Марковић - бас-гитара
- Слободан Стојановић „Кепа“ и Дејан Стојановић Кепа млађи - бубњеви